# Книга миледи Невилл
Книга миледи Невилл (My Ladye Nevells Booke; в каталоге Британской библиотеки ― MS Mus 1591) ― рукописный сборник клавишных пьес английского композитора Уильяма Бёрда. Является одним из важнейших источников инструментальной музыки эпохи Возрождения.
Сборник, посвященный представительнице английской знати, датируется 1591 годом и содержит 42 произведения, созданных за два предыдущих десятилетия. Пьесы написаны в разнообразных жанрах — к примеру, в «Книге…» встречаются паваны, гальярды, фантазии, вариации и граунды. Помимо этого, в сборнике можно обнаружить самый ранний пример программной музыки ― девятичастную пьесу под названием «Баталия». Рукопись, выведенная каллиграфическим почерком Джона Болдуина, считается одним из трёх ключевых источников клавишных произведений Бёрда ― наряду со сборником «Партения» (около 1612 года) и Вирджинальной книгой Фицуильяма.
По словам одного из музыковедов XX века, «Бёрд [в «Книге миледи Невилл»] представляет свой шедевр в утончённых фантазиях, танцевальных ритмах и мелодических завитках, над которыми витает атмосфера того затонувшего мира, где были созданы эти пьесы».

## История и описание

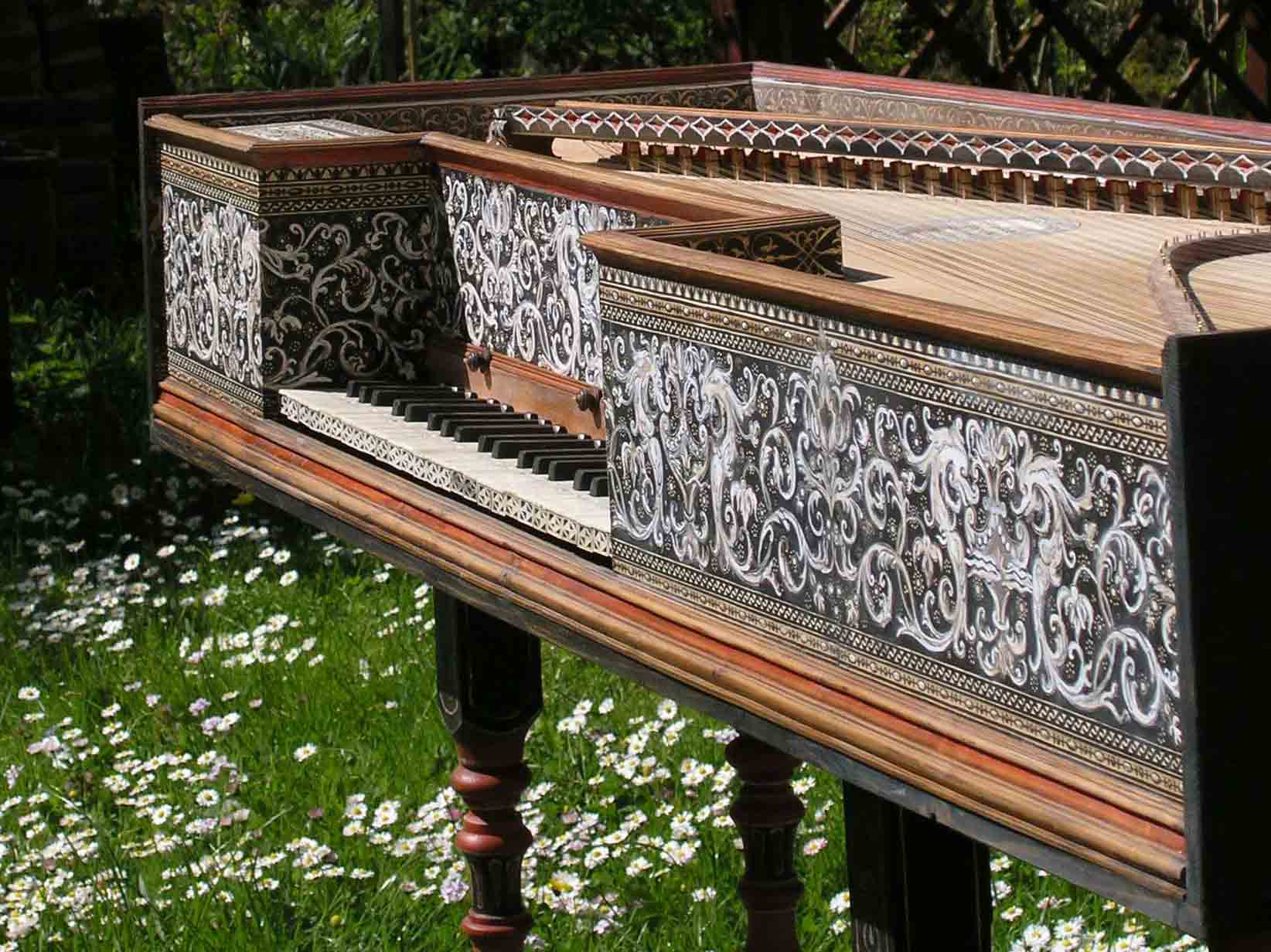
Вёрджинел

Рукопись включает в себя 42 из 150 клавишных пьес Уильяма Бёрда, дошедших до наших дней; на момент составления сборника композитору было около пятидесяти лет. «Книга миледи Невилл» содержит значительную часть сочинений, созданных Бёрдом в период с 1560 по 1590 год. В 1977 году французский музыкальный критик Антуан Голеа заявил: «Бёрд был великим мастером полифонии; несмотря на то, что его работы не достигают уровня Лассо и Палестрины по объёму и количественным показателям, они, безусловно, не уступают никому по качеству и всегда сохраняют свою оригинальность и мелодическое богатство, делающее более разнообразными и без того гармоничные сочинения […] Замечательная „Книга миледи Невилл“ показывает, насколько вся клавишная музыка, сочинённая во всех странах и регионах, начиная с тех далёких времен, обязана своим развитием гению Бёрда».
Хотя пьесы были переписаны Джоном Болдуином (ок. 1560 ― 28 августа 1615), работавшим певцом в капелле Святого Георгия в Виндзорском замке, они, несомненно, были отобраны и отредактированы самим Бёрдом. Оригинальные рукописи композитора до нашего времени не сохранились.
«Книга миледи Невилл» представляет собой тяжёлый продолговатый фолиант в красном сафьяновом переплёте, на титульном листе которого изображен герб рода Невиллов, а также инициалы «HN» ― Генри Невилл (в нижнем левом углу); название книги было оттиснуто в XIX веке во время её реставрации. Всего в рукописи 192 страницы, на каждой из которых начерчено по четыре шестистрочных нотоносца. Ноты имеют форму ромбов. В конце, на 193 странице, находится оглавление.

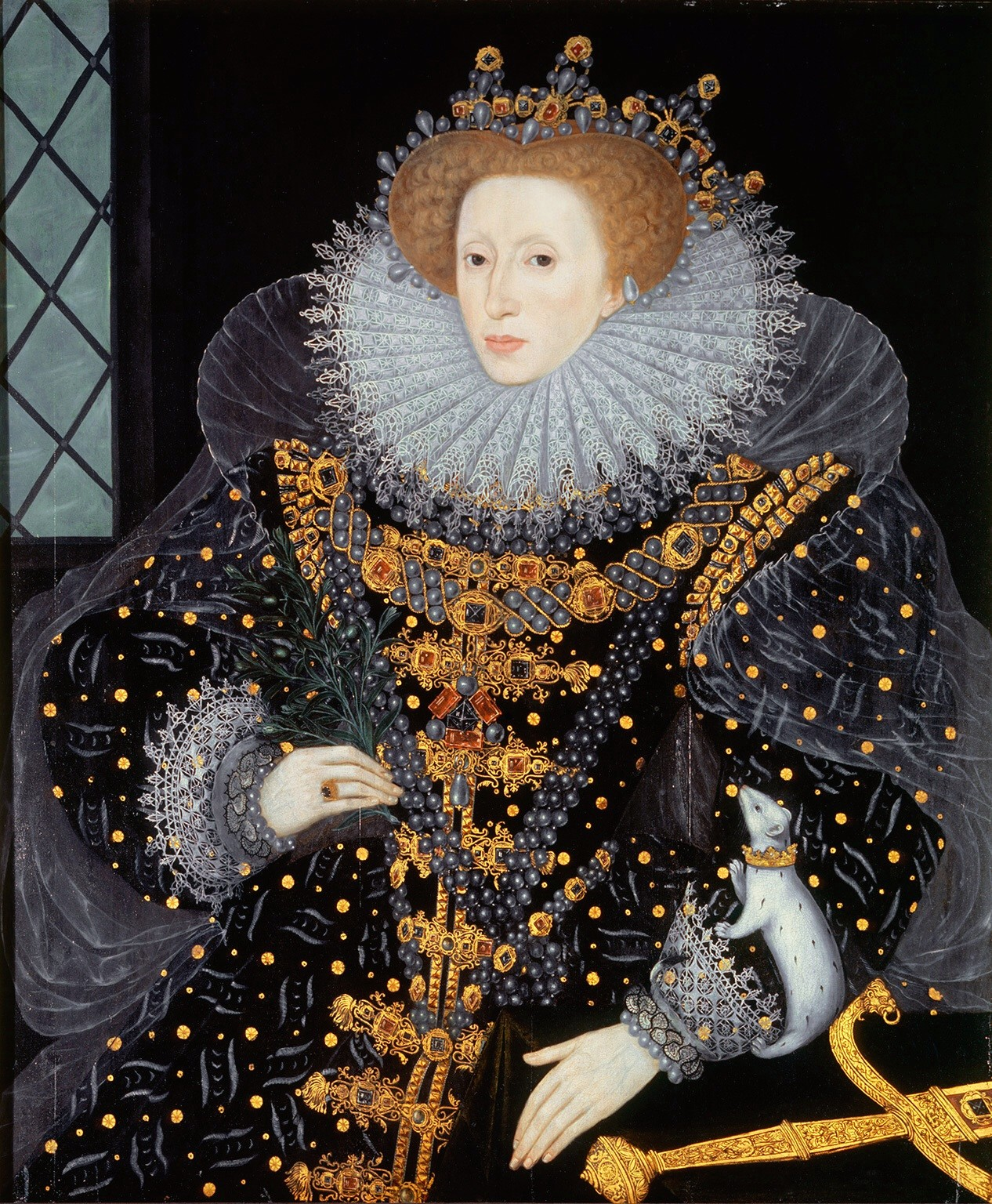
«Портрет Елизаветы I с горностаем» (около 1585 г., авторство приписывается Уильяму Сегару)

Остаётся неясным, кому именно композитор посвятил свой сборник пьес ― современными музыковедами было предложено несколько претенденток на этот «титул». Исследование Джона Харли указывает на то, что в роли «адресатки» с большой долей вероятности могла выступать Элизабет Невилл (урождённая Бэкон; ок. 1541 ― 3 мая 1621), старшая дочь сэра Николаса Бэкона (1510 ― 1579) и третья жена сэра Генри Невилла (ок. 1520 ― 13 января 1593), бывшего джентльменом Тайной палаты при короле Генрихе VIII (его инициалы, как уже было сказано, присутствуют на титульной странице манускрипта). Сэр Генри и его семья не были католиками, но связь его сына с Робертом Деверё, 2-м графом Эссекса, является доказательством того, что Невилл выступал за религиозную терпимость. Элизабет Невилл жила в Хэмблдене, на юго-западе Бакингемшира, недалеко от дома Бёрда и его братьев; сборник, вероятно, был преподнесён Элизабет в качестве подарка.
Дата написания манускрипта не оставляет сомнений, поскольку Джон Болдуин оставил в нём следующую запись:

…закончено и завершено одиннадцатого сентября 1591 года от Рождества Христова и в 33-й год правления нашей государыни леди Елизаветы, по милости Бога королевы Англии и т. д. мной, Джо[ном] Болдуином из Виндзора. Слава Богу.
Оригинальный текст (англ.)…finished & ended the leventh of September in the yeare of our lorde god 1591 & in the 33 yeare of the raigne of our sofferaine ladie Elizabeth by the grace of god queene of Englande etc, by me Jo[hn] Baldwine of windsore. laudes deo.
Болдуин был ярым поклонником Бёрда ― так, в конце четвертой гальярды он отметил: «Мистер Бёрд. Человек памятный» (в оригинале: mr. w. birde. homo memorabilis). Более того, в своей тетради для заметок он написал стихотворение, восхваляющее композитора, «чьи величайшие навыки и знания возвышаются среди своего времени / и далеко за границей, в чужих странах, сияет его мастерство» (whose greate skill and knowledge doth excelle all at this tyme / and farre to strange countries abroade his skill dothe shyne).
Позже рукопись была подарена королеве Елизавете I; затем она переходила из рук в руки, пока в 1668 году не была возвращена неизвестному потомку Невиллов. Книга находилась в распоряжении семьи Невиллов вплоть до конца XVIII века, после чего манускрипт перешёл во владение нескольких коллекционеров. В XIX веке сборник был передан Уильяму Невиллу, первому маркизу Абергавенни, и, таким образом, «вернулся в свою семью».
В 2006 году «Книга миледи Невилл» была принята правительством Её Величества вместо налога на наследство и передана в коллекцию Британской библиотеки. В 2009 году библиотека оцифровала рукопись и сделала её доступной в виде виртуальной книги на своём веб-сайте.

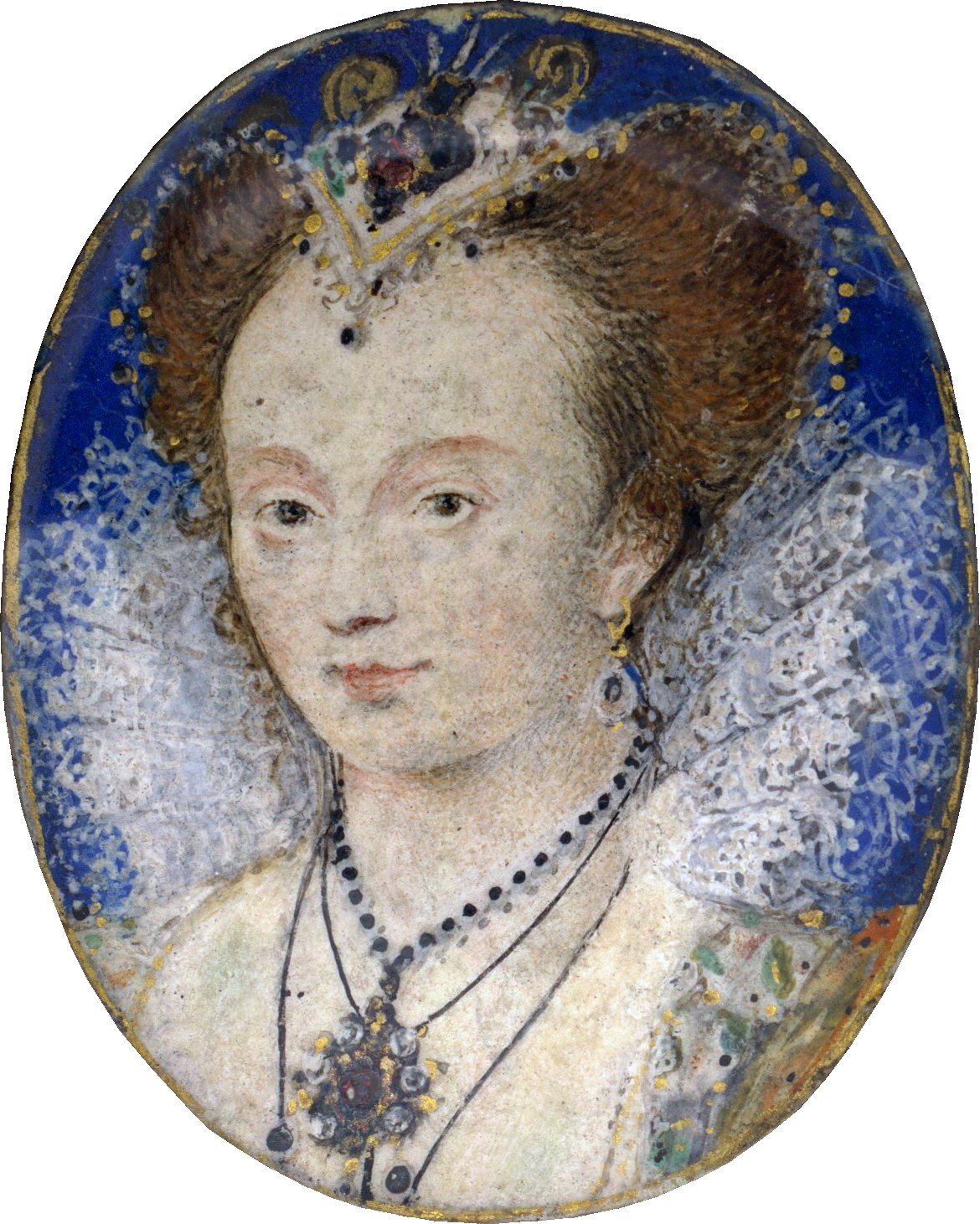
Николас Хиллиард (1547–1619): «Портрет дамы», около 1590 г. (Нью-Йорк, Метрополитен-музей)
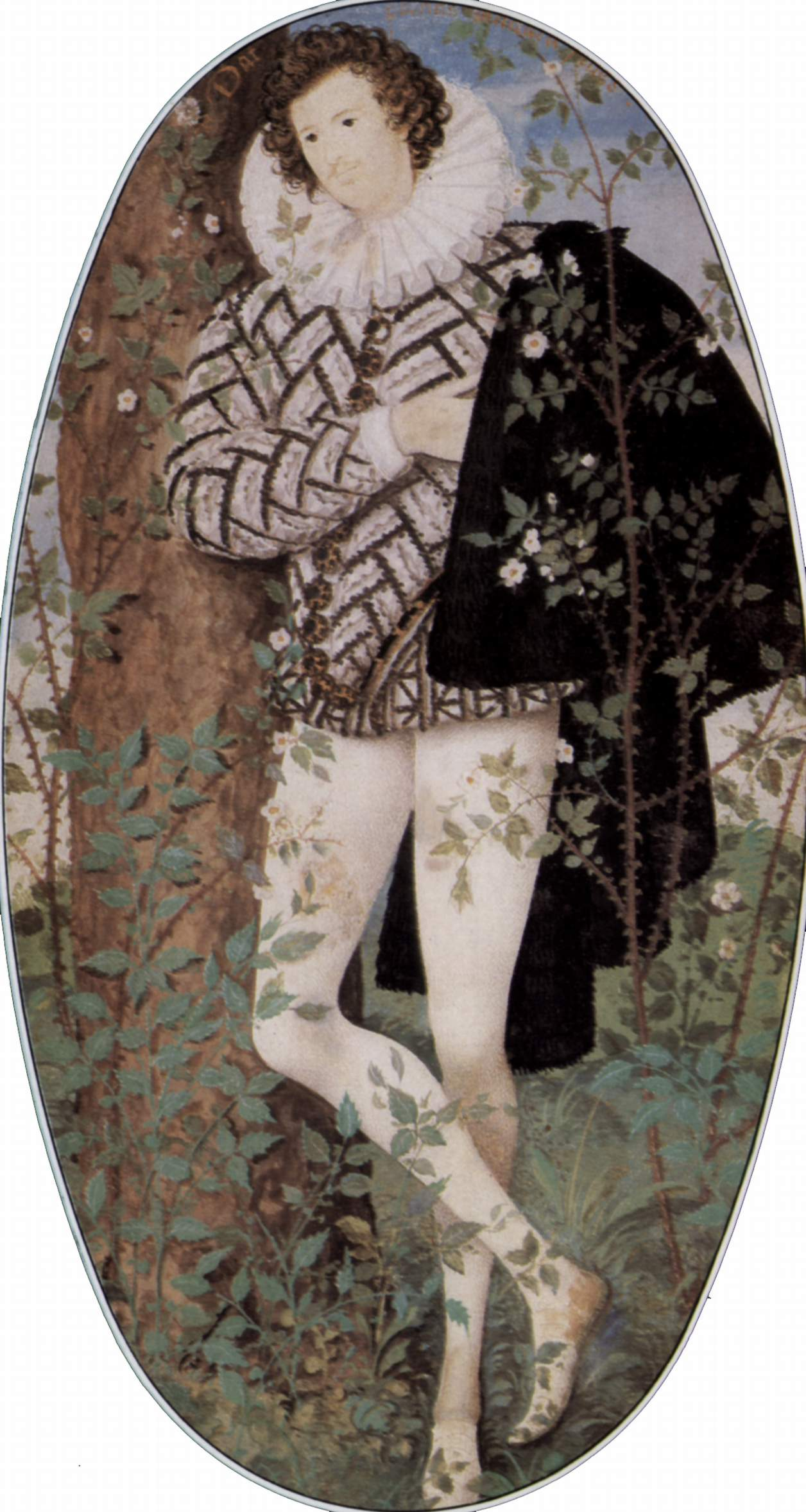
Николас Хиллиард, «Портрет Роберта Деверё, 2-го графа Эссекса, около 1588 г. (Лондон, Музей Виктории и Альберта).

## Инструмент XVI века
| Audio playback is not supported in your browser. You can download the audio file. |
| Диапазон вёрджинела ― инструмента, для которого Бёрд писал «Книгу миледи Невилл»  |

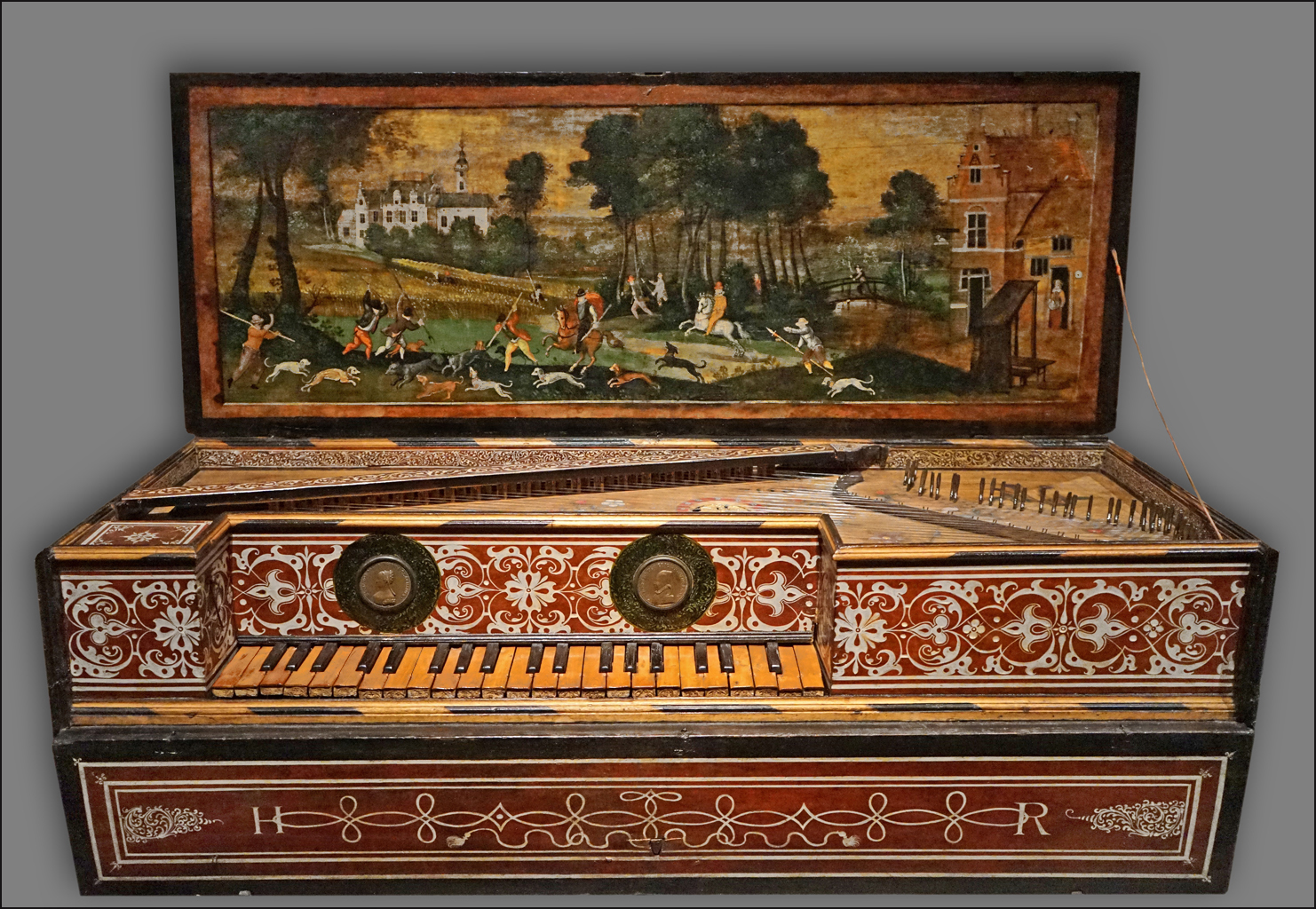
Вёрджинел фирмы «Рюккерс», вторая половина XVI века. Париж, Музей музыки. В нижнем регистре имеется короткая октава

С первой половины шестнадцатого века до 30-х годов следующего столетия в Англии был распространён клавишный инструмент вёрджинел. Он приобрёл популярность как при дворе Тюдоров (о чём свидетельствует уникальная коллекция короля Генриха VIII, закупившего пять таких инструментов), так и среди простых людей. Вёрджинел, корпус которого чаще всего имеет прямоугольную форму, снабжён одним мануалом и одним рядом струн. Помимо этого, инструмент отличается архаичными и нетипичными для нашего времени конструктивными особенностями ― например, разделёнными чёрными клавишами и наличием короткой октавы, ― так что вирджинальные произведения, в которых встречается применение подобных нюансов, требуют некоторой адаптации под специфику устройства более современных инструментов. Вёрджинел не является сугубо английским инструментом, поскольку счета за его покупку часто поступали из Нидерландов или Италии; единственные вёрджинелы с английскими счетами, сохранившиеся на сегодняшний день (всего девятнадцать инструментов) были изготовлены в эпоху расцвета английской школы вирджиналистов (начало XVII века). Анализ музыкальных текстов того времени (в том числе пьес Бёрда) говорит об использовании темперации, приближенной к равномерной; некоторые музыковеды, такие как Девитт Морони, не исключают возможности использования в XVI веке пифагорова строя.

## Содержание книги
Антуан Голеа, восхищавшийся композициями Бёрда, писал в 1977 году: «Эта миледи Невилл, как хотелось бы знать, кем она была! Но её можно легко себе вообразить; и её портрет, основанный на нашем знании истории, общественного устройства, на представлении психологической картины Англии, позволяет услышать английскую музыку того времени в причудливом обличье: она кажется отвлечённой от мира и его волнений ― в сущности, как и испанская музыка, ― но это отчуждение проявляется не в драматическом и отчаянном протесте, а в явном незнании драмы и отчаяния, в оберегании частной жизни, которая желает игнорировать все, что может нарушить её идиллический покой, её чистоту, её пленительность».

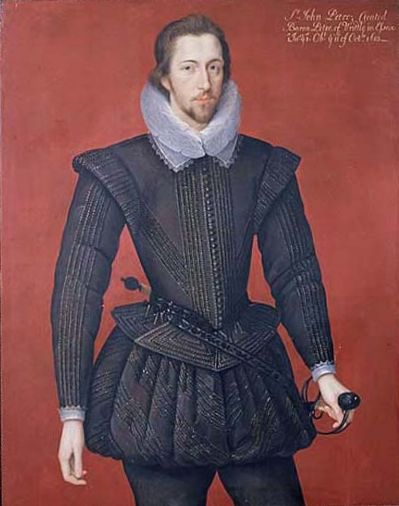
Портрет Уильяма, 2-го барона Петре (1575 ― 1637), которому посвящена десятая павана «Книги миледи Невилл». Художник ― Маркус Герардс Младший, 1599 г.

За исключением четырёх пьес, посвящённых конкретно миледи Невилл (№№ 1, 2, 26 и 41), в сборнике содержатся произведения Бёрда, написанные им в годы, предшествовавшие времени составления сборника. Поскольку композиции так или иначе могли отражать музыкальные предпочтения Элизабет Невилл, репертуар сборника ограничен несколькими формами и жанрами; в нём, например, отсутствуют религиозные произведения. Содержание книги сосредоточено на разнообразных фантазиях (одна из них является аранжировкой композиции для консорта ― небольшого ансамбля времён XVI ― XVII веков), вариациях, граундах и танцевальной музыке ― паванах и гальярдах. Шестая павана посвящена Кинборо Гуд, дочери доктора Джеймса Гуда, а десятая ― лорду Уильяму Петре.
Пьеса «Баталия», состоящая из девяти частей, является одним из ранних примеров программной музыки, так как на основе заголовков каждой из частей можно выстроить сюжетную линию битвы. Данная пьеса также встречается в «Вирджинальной книге Элизабет Роджерс» с некоторыми дополнениями. Возможно, сочинение «Баталии» было вдохновлено поражением Непобедимой армады в 1588 году, но, скорее всего, произведение является музыкальным воплощением восстания под предводительством графа Десмонда.
Тёрстон Дарт в 1960 году писал, что «Книга миледи Невилл» заслуживает известности, поскольку «она состоит из серии шедевров».

## Записи
Целиком «Книга миледи Невилл» была записана клавесинистами Кристофером Хогвудом и Элизабет Фарр. Полное собрание клавишных сочинений Уильяма Бёрда записал Девитт Морони. Фортепианные версии некоторых пьес из книги, в том числе «Sellingers Rownde» и «Hughe Ashtons Grownde», были записаны Гленном Гульдом.